# Claude Gleizal
Claude Gleizal, né le 29 mai 1761 à Genestelle (province du Vivarais, actuel département de l'Ardèche), mort le 12 septembre 1833 à Vaugirard, est un homme politique de la Révolution française.

## Biographie
Claude Gleizal est le fils de Pierre Gleizal, notaire royal, et de Françoise Rose Filliat.
Après des études de droit, Gleizal devient avocat. En 1791, il est élu juge de paix à Antraigues et membre du directoire du département de l'Ardèche. 
La monarchie prend fin à l'issue de la journée du 10 août 1792 : les bataillons de fédérés bretons et marseillais et les insurgés des faubourgs de Paris prennent le palais des Tuileries. Louis XVI est destitué et incarcéré avec sa famille à la tour du Temple. 
En septembre, Gleizal est élu député du département de l'Ardèche, le sixième sur sept, à la Convention nationale. Il siège sur les bancs de la Plaine. Lors du procès de Louis XVI, il vote la mort, rejette l'appel au peuple mais se prononce en faveur du sursis à l'exécution. En avril 1793, il ne participe pas au scrutin sur la mise en accusation de Jean-Paul Marat. Il a en effet été envoyé en mission dans les départements de l'Ardèche et de la Lozère aux côtés de Laurent Servière afin d’accélérer la levée en masse. En mai, de retour à la Convention, il vote contre le rétablissement de la Commission des Douze. 
En vendémiaire an IV (septembre 1795), Gleizal devient secrétaire de la Convention, aux côtés d'Alexandre Villetard et de Philippe-Laurent Pons « de Verdun » sous la présidence de Jean-Joseph-Victor Genissieu.
Non réélu lors des élections d'octobre 1795, Gleizal trouve tout de même un emploi en tant que secrétaire-rédacteur auprès du Conseil des Cinq-Cents. Le 12 avril 1798, il redevient député de l'Ardèche au sein de ce même Conseil. Considéré comme trop favorable à la gauche, il ne peut toutefois pas siéger du fait de la Loi du 22 floréal an VI.
Il conserve néanmoins sa place de secrétaire-rédacteur, qu'il occupe également auprès du Corps législatif de 1799 à 1814. Il est alors renvoyé par la Restauration mais obtient en compensation une pension de 4 000 francs. 
Mais en 1816, il est frappé de la loi d'exil en tant que régicide et banni du territoire. Il bénéficie d'une amnistie en 1818 et peut rentrer en France. Il ne fait désormais plus parler de lui et meurt en 1833, à l'âge de 72 ans.
Son fils, Auguste Gleizal, sera député de l'Ardèche de 1849 à 1851.

## Source
- « Claude Gleizal », dans Adolphe Robert et Gaston Cougny, Dictionnaire des parlementaires français, Edgar Bourloton, 1889-1891 [détail de l’édition]